# Карловци Филм Фестивал
Карловци Филм Фестивал (КФФ) је филмски фестивал који се одржава у Сремским Карловцима, Србија. То је један од најмлађих филмских фестивала у Србији.
Фестивал је део програма Нови Сад Европска престоница културе 2022, а улаз на све садржаје фестивала је бесплатан.
Претходна издања фестивала подржана су од стране Општине Сремски Карловци, Министарства културе и информисања Републике Србије и Покрајинске влада Војводине, кроз секретаријат за културу.
Фестивал је такмичарски, а жири додељује награде сваке године у више категорија, од којих су најзначајније оне за најбољи регионални и најбољи интернационални филм.
Фестивал је настао као идеја студената Универзитета у Новом Саду, са драмског смера Академије уметности Универзитета у Новом Саду.
Програм фестивала подељен је у три категорије, од чега су две такмичарске, а остварења која се могу погледати спадају у жанрове фикције, документарног филма, анимације и експерименталног филма. Фестивал је отворен за ствараоце из целог света, а такође прихвата и студентске радове.

## Историја
Фестивал се први пут одржао 2018 године. Од тада се редовно одржава на Душковом видиковацу у Сремским Карловцима. Поред две такмичарске краткометражне селекције, у трећој се приказују Српске премијере запажених домађих и страних остварења.

## Награде
Лаурета нагреде за специјалан допринос српској кинематографији коју додељује Карловци Филм Фестивал је Александар Берчек за 2019, Жарко Лаушевић за 2020,  Горан Марковић за 2021 и Наташа Нинковић за 2022..